# تله‌کابین لاهیجان

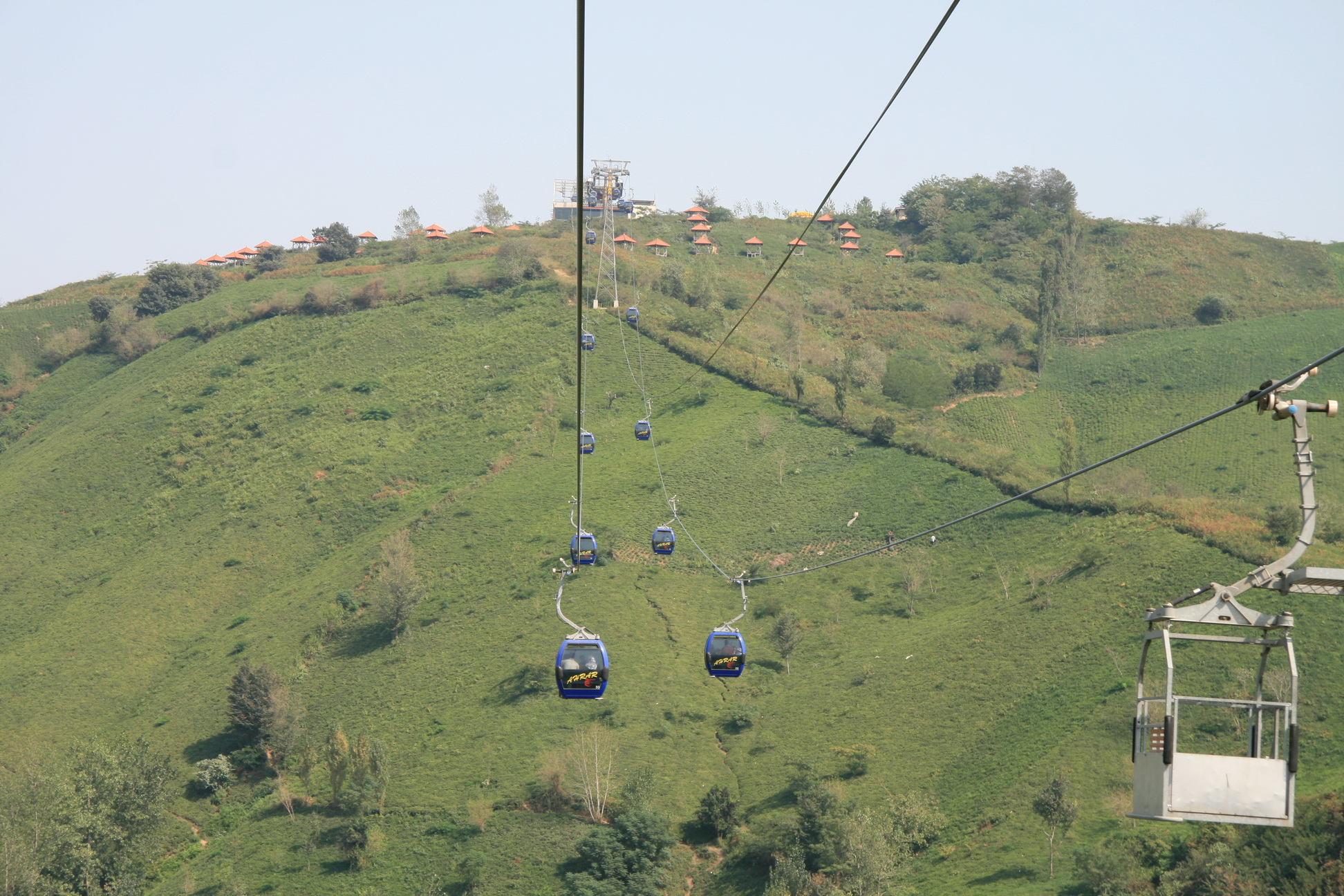

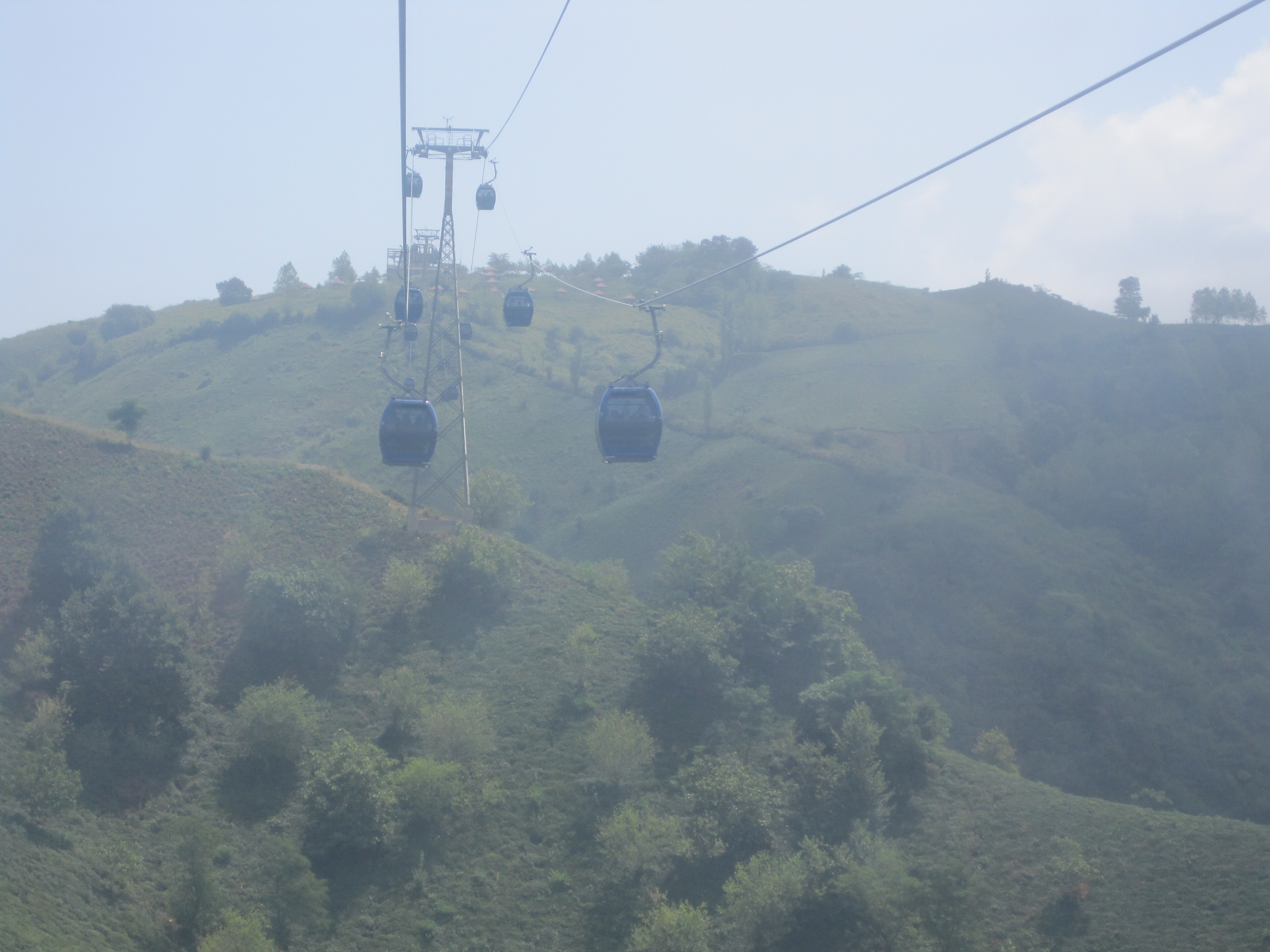

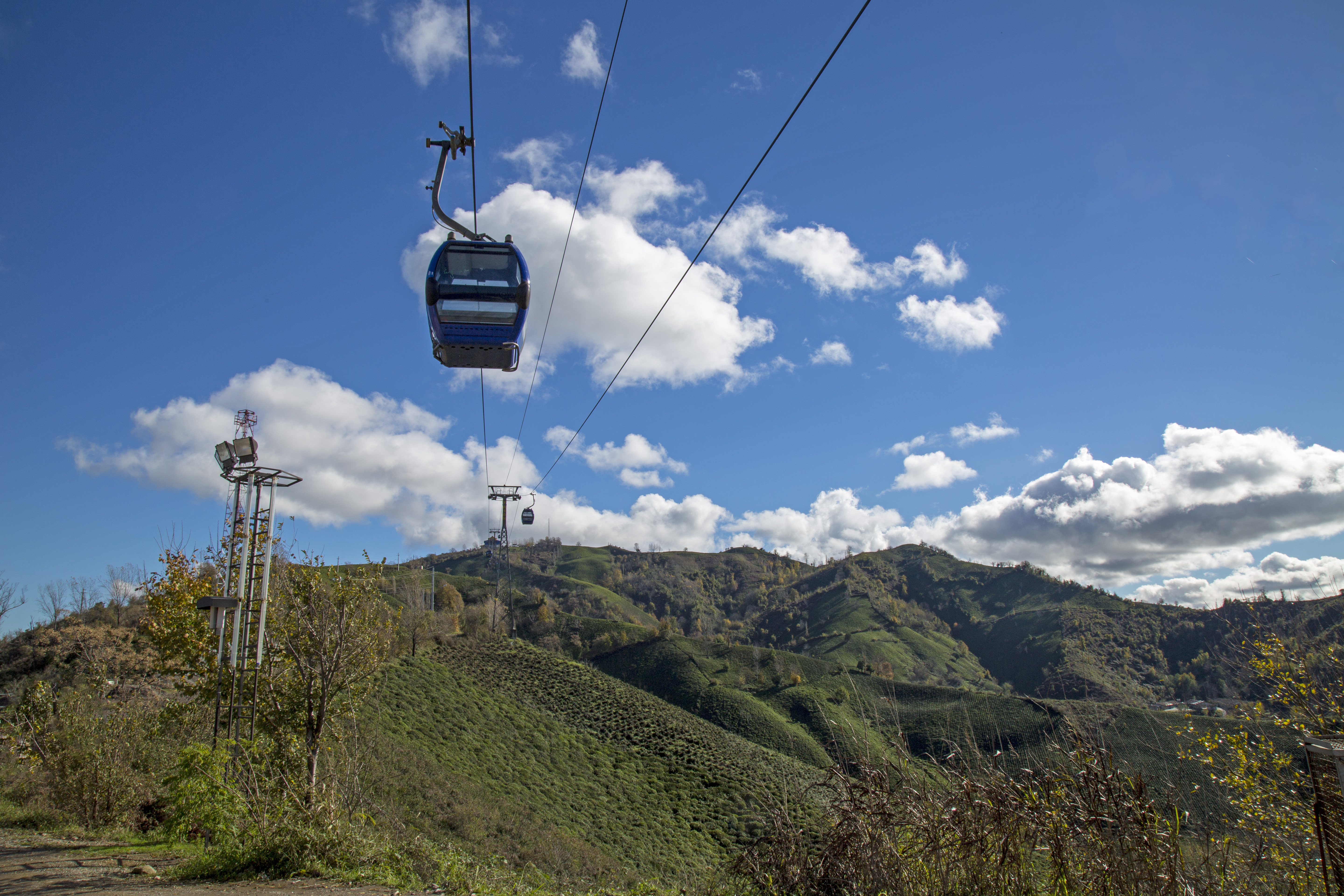

تله‌کابین لاهیجان در کنار بام سبز در شهر لاهیجان در استان گیلان است. این تله کابین در پی عقد قراردادی بین شهرداری لاهیجان و شرکت احرار در سال ۱۳۸۴ تأسیس شد. از آن پس توسط شرکت دوپل‌مایر اتریش و بخش خصوصی شرکت احرار اداره می‌شود.
میانگین سفر روزانه تعداد جابجایی ۱۰۰۰ نفر در ساعت و ساعت کار از ۸ صبح تا ۸ شب بسته به مسافر و بازدیدکننده‌است. ۱ تن ژنراتور دارد که برق به هیچ وجه قطع نمی‌شود.
این تله کابین دارای دو ایستگاه است. ایستگاه اول از بام سبز به ایستگاه دوم به تاج خروس معروف است. ۵ دکل در مسیر آن قرار دارد که فاصله دو دکل ۳ و ۴ با هم نزدیک به ۶۵۰ متر ارتفاع با زمین ۱۰۲ متر است. طول مسیر ۱۵۰۰ متر است. در ایستگاه اول غرفه‌های صنایع دستی و خوراکی و شهربازی ایجاد شده در ایستگاه دوم کافی شاپ دارد. تعداد کابین‌ها ۳۳ کابین ایستگاه اول ۱۲۳ متر و ایستگاه دوم ۳۱۳ متر است.
ایستگاه دوم فاز اول تله کابین لاهیجان از فراز بام سبز آغاز شده و به کوه فلاح خیر ختم می‌شود. در این ایستگاه کافی شاپ و آلاچیق وجود دارد و توقف در آن برای مسافران و بازدید کنندگان محدودیت زمانی ندارد. دره ۱۰۲ متر ارتفاع دارد. در کافی شاپ واگذار شده به بخش خصوصی روزانه تا ۷۰۰ نفر مسافر هم حضور می‌یابد. در تعطیلات معمولی ۲ الی ۳ هزار و در زمستان روزانه ۱۰۰ تا ۱۵۰ نفر مسافر دارد. تله کابین دارای ۳ نفر نگهبان شب، و ۲ نفر برای نظافت است.

## سایر مشخصات فنی
- طول افقی حدود ۱۵۰۰ متر
- اختلاف ارتفاع ایستگاه اول و دوم حدود ۲۱۰ متر،
- ظرفیت خط ۱۰۰۰ نفر در ساعت
- ۵ دکل بین راه که فواصل بین آن‌ها از ۱۵۰ الی ۶۵۰ متر می‌باشد
- حداکثر اختلاف ارتفاع کابین تا سطح زمین در بعضی نقاط به ۱۱۰ متر می‌رسد
- کابینها ۶ نفره با دربهای اتوماتیک با نام تجاری اومگا ۳ ساخت کشور سوئیس، کابینها از جنس آلومینیوم و پلی کربنات با جدیدترین طراحی روز اروپا

این تله کابین به دانش آموزان بلیط نیم بها ارائه می‌دهد.